# Erich Laxmann
Erich Laxmann (27 juillet 1737, 6 janvier 1796) est un pasteur et naturaliste suédois devenu sujet de l'Empire russe. Né à Nyslott, en Finlande (alors province suédoise), il a été professeur à l’Académie des sciences de Saint-Pétersbourg et a fait de nombreux voyages à travers la Russie et la Sibérie. Il est surtout connu pour son œuvre taxinomique sur la faune de Sibérie et ses tentatives pour établir des relations entre la Russie impériale et le Shogunat Tokugawa.

## Biographie
En 1757, Laxmann commença ses études à l'Académie royale d'Åbo ; il fut ensuite nommé pasteur luthérien à Saint-Pétersbourg, capitale de la Russie. En 1764, il fut envoyé dans la petite paroisse luthérienne de Barnaoul, en Sibérie centrale, d'où il entreprit de nombreux voyages d'exploration jusqu'à Irkoutsk, au Lac Baïkal, à Kiakhta et à la frontière chinoise. Sa collection de spécimen de la faune de Sibérie le rendit célèbre dans les cercles scientifiques et en 1770, il fut nommé professeur de chimie et d'économie à l'Académie des sciences de Russie (alors basée à Saint-Pétersbourg). En 1769, il avait été élu membre étranger de l'Académie royale des sciences de Suède.
En 1780, il s'installa à Irkoutsk, où il passa l'essentiel du reste de sa vie. En 1782, il y fonda un musée, le plus ancien de Sibérie. Associé au marchand Alexandre Baranov (1746-1819), il y dirigea aussi une petite fabrique de verrerie dans les faubourgs, à une vingtaine de kilomètres du centre. Les produits de cette fabrique, d'environ 36 m2, étaient vendus sur le marché local, mais aussi dans le nord-est de la Chine.
Laxmann avait des relations avec de nombreux notables, mais il entra en conflit avec l'armateur et marchand Grigori Chelikhov (1747-1795). Laxmann remarqua que celui-ci, aidé par le bureau du gouverneur d'Irkoutsk, avait essayé de faire pression sur Daikokuya Kōdayū, un naufragé japonais, pour qu'il reste en Russie et lui serve de traducteur. Le fait que Chelikhov ait d'étroits rapports avec certains bureaucrates russes rendait la situation complexe. Après s'être rendu à Saint-Pétersbourg pour Kodayu, Laxmann commença à adresser directement des lettres au grand chancelier Alexandre Bezborodko (auquel il n'aurait normalement dû s'adresser que par des intermédiaires).

### Le Japon

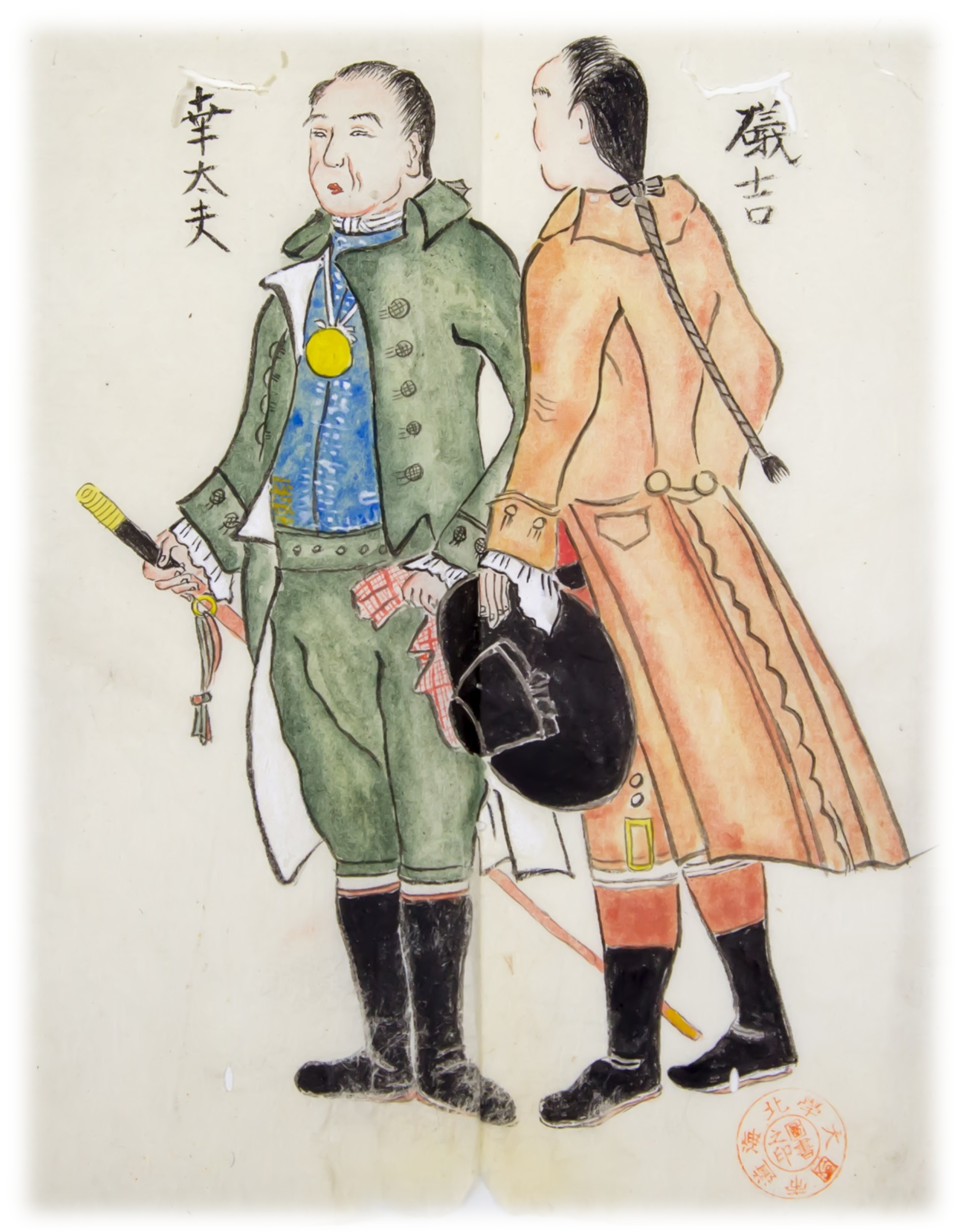
Représentation japonaise de Daikokuya Kōdayū et d'un de ses compagnons lors de leur retour au Japon en 1792.

Laxmann avait déjà une certaine connaissance du Japon grâce aux livres du naturaliste suédois Carl Peter Thunberg (1743-1828), avec lequel il était en rapport.

#### Daikokuya Kodayu
En 1789, alors qu'il faisait des recherches à Irkoutsk, Laxmann rencontra six naufragés japonais découverts à Amchitka, l'une des îles Aléoutiennes, par des trappeurs russes dirigés par un certain Nivizimov. Laxmann les conduisit à Saint-Pétersbourg, où Daikokuya Kōdayū, leur capitaine, plaida auprès de l'impératrice Catherine la Grande pour avoir le droit de retourner au Japon. Durant ce séjour dans la capitale, Laxmann commença à avoir des entretiens avec le grand chancelier Alexandre Bezborodko, mais il fut atteint de fièvre typhoïde qui le laissa prostré trois mois.
Laxmann reprit conscience au début mai, alors que Catherine venait juste de partir passer l'été à Tsarskoye Selo. Il y envoya Kodayu avant lui : grâce aux efforts de Laxmann auprès de la bureaucratie russe, particulièrement auprès d'Alexandre Bezborodko et du chancelier Alexandre Vorontsov, Kodayu réussit à rencontrer plusieurs fois l'impératrice en six mois. À chaque présentation à Tsarskoïe Selo, Laxmann restait à ses côtés pour l'aider à respecter l'étiquette requise en présence de la souveraine.
En 1791, Catherine accepta le plan conçu par Laxmann, selon lequel le fils de celui-ci, le lieutenant Adam Laxmann, commanderait un voyage vers le Japon, où il échangerait les naufragés contre des accords économiques et des concessions.  Grigori Chelikhov avait proposé un autre plan, consistant à leur accorder la nationalité russe pour en faire des professeurs et des traducteurs de japonais, mais l'impératrice préféra le projet de Laxmann et Bezborodko. Laxmann resta en Russie et son fils partit avec les naufragés.

#### Lettres à des érudits japonais
Laxmann écrivit à deux érudits japonais, Nakagawa Jun'an et Katsuragawa Hoshū, sur la recommandation de leur ancien professeur Carl Peter Thunberg. On ignore si ces lettres ont jamais atteint leurs destinataires, même si Adam Laxmann les a remises à Ishikawa Tadafusa, un agent du Shogunat Tokugawa, à Matsumae, dans l'île d'Hokkaidō. Erich Laxmann avait montré ces lettres à Kodayu avant que celui-ci quitte Okhotsk.
Katsuragawa Hoshu resta en rapport avec Kodayu lorsque celui-ci se fut établi à Yedo ; il édita des livres sur la Russie et l'expérience de Kodayu. Il est donc possible qu'il ait su que Laxmann lui avait envoyé une lettre.

## Famille
Laxmann a épousé Yekaterina Ivanovna, qui lui donna cinq fils, Gustave, Adam, un qui mourut jeune, Afanassi et Martin, ainsi qu'une fille, Maria. Ils vivaient en compagnie de son jeune frère, de sa belle-sœur et de leurs deux filles, Anna et Elizabeta. Il avait encore un frère plus jeune qui vivait à Saint-Pétersbourg.

## Hommages
Plusieurs espèces ont été nommées en son honneur, dont :
- Typha laxmannii Lepech. : un roseau d'Eurasie (angiosperme, monocotylédone, Typhaceae)
- Le genre Laxmannia (en) R. Br., 1810 : une plante endémique d'Australie (angiosperme, monocotylédone, Asparagaceae)